# Aconura hispana
Aconura hispana är en insektsart som beskrevs av Puton 1895. Aconura hispana ingår i släktet Aconura och familjen dvärgstritar. Inga underarter finns listade i Catalogue of Life.